# 통화개입

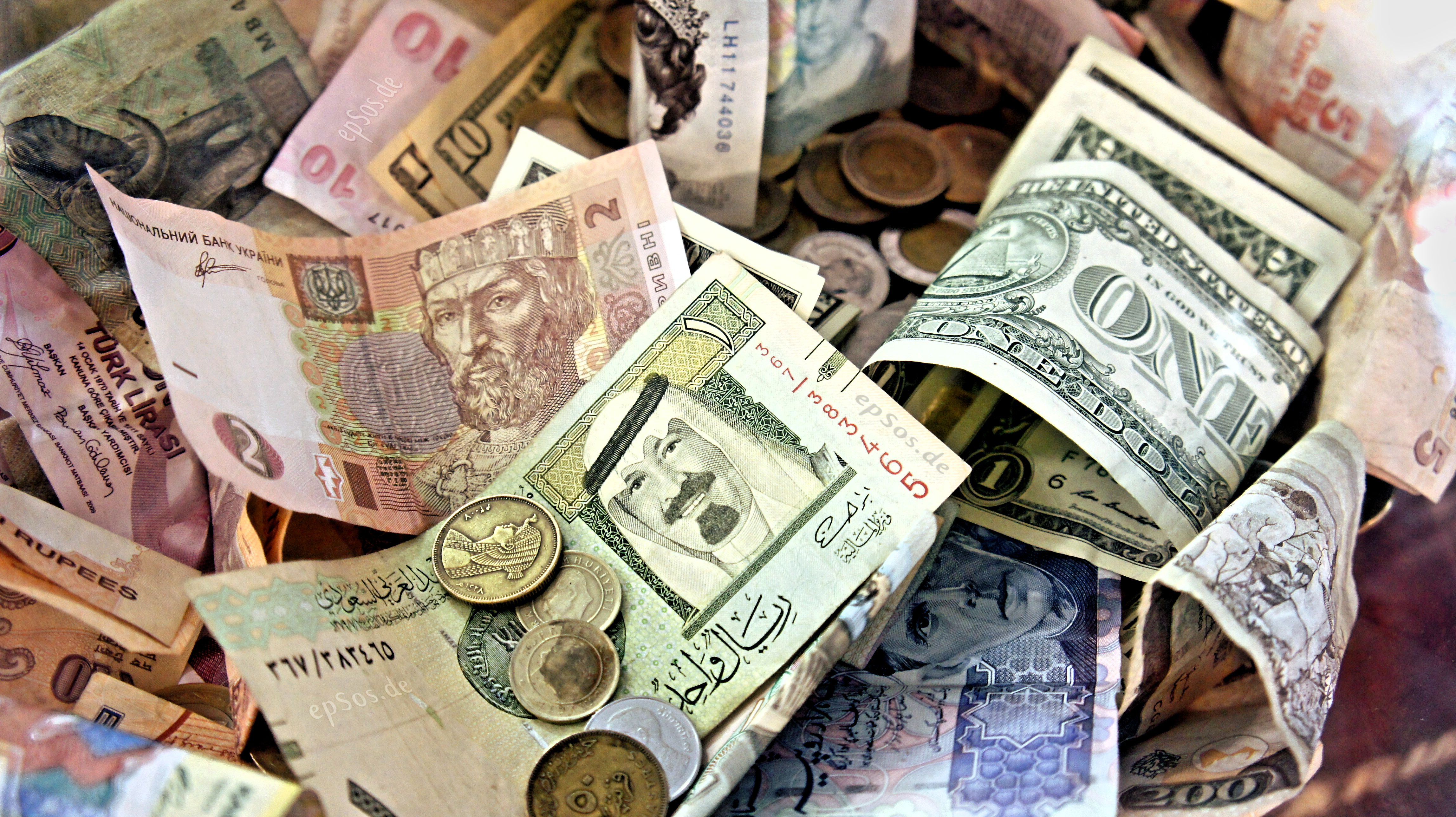
통화

통화개입은 통화 정책을 통한 작업의 하나이다. 보통 환율과 무역정책에 영향을 줄 목적으로 정부나 중앙은행이 자국화폐와 교환하여 외화를 매매할 때 발생한다.
정책수립자는 다양한 경제목적을 후원하기 위해 외환 시장에 간섭할 수 있다. (인플레이션 통제, 경쟁 유지, 금융 안정성 유지)
가장 완전한 형태의 통화개입은 고정 환율제의 부과이다.

## 같이 보기
- 공개시장운영
- 양적 완화